# Liste der Landschaftsschutzgebiete im Märkischen Kreis
Die Liste der Landschaftsschutzgebiete im Märkischen Kreis enthält die Landschaftsschutzgebiete des Märkischen Kreises in Nordrhein-Westfalen.

## Liste
| Bild                                | Kennung       | Name                                   | Typ | Gemeinde / Stadt                                                                       | Fläche [ha] | WDPA-ID   | Koordinaten | seit |
| ----------------------------------- | ------------- | -------------------------------------- | --- | -------------------------------------------------------------------------------------- | ----------- | --------- | ----------- | ---- |
|                                     | LSG-4511-0019 | Iserlohn Typ B                         | B   | Iserlohn                                                                               | 228,87      | 555561294 | Position    | 1997 |
|                                     | LSG-4511-0020 | Iserlohn Typ A                         | A   | Iserlohn                                                                               | 8607,91     | 555561295 | Position    | 1997 |
|                                     | LSG-4512-0004 | Märkischer Kreis                       |     | Altena, Halver, Hemer, Menden, Nachrodt-Wiblingwerde, Neuenrade, Schalksmühle, Werdohl | 31085,41    | 555554493 | Position    | 2006 |
|                                     | LSG-4612-003  | Balve – Mittleres Hönnetal             |     | Balve                                                                                  | 4695,22     | 555561423 | Position    | 1989 |
|                                     | LSG-4612-006  | Amecketal                              |     | Balve                                                                                  | 88,92       | 555561424 | Position    | 1989 |
|                                     | LSG-4612-008  | Wiesental Eckey                        |     | Balve                                                                                  | 14,68       | 555561425 | Position    | 1989 |
|                                     | LSG-4613-007  | Borkebachtal                           |     | Balve                                                                                  | 56,82       | 555561428 | Position    | 1989 |
| LSG Hönnetal südöstlich von Garbeck | LSG-4613-010  | Hönnetal                               |     | Balve                                                                                  | 38,11       | 555561429 | Position    | 1989 |
|                                     | LSG-4613-011  | Oberes Borkebachtal                    |     | Balve                                                                                  | 36,35       | 555561430 | Position    | 1989 |
|                                     | LSG-4613-012  | Wellingsetal                           |     | Balve                                                                                  | 50,84       | 555561431 | Position    | 1989 |
|                                     | LSG-4613-016  | Ruthmecketal                           |     | Balve                                                                                  | 3,66        | 555561426 | Position    | 1989 |
|                                     | LSG-4613-017  | Talzug des Mühlenbaches und Orlebaches |     | Balve                                                                                  | 173,94      | 555561427 | Position    | 1989 |
|                                     | LSG-4711-001  | Lüdenscheid Typ A                      | A   | Lüdenscheid                                                                            | 5982,99     | 555555096 | Position    | 1994 |
|                                     | LSG-4711-002  | Lüdenscheid Typ B                      | B   | Lüdenscheid                                                                            | 164,13      | 555555097 | Position    | 1994 |
|                                     | LSG-4712-014  | Plettenberg, Herscheid, Neuenrade      | A   | Plettenberg, Herscheid, Neuenrade                                                      | 8816,36     |           | Position    | 1985 |
|                                     | LSG-4811-0001 | Kierspe Typ A                          | A   | Kierspe                                                                                | 5713,24     | 555555262 | Position    | 2003 |
|                                     | LSG-4811-0002 | Kierspe Typ B                          | B   | Kierspe                                                                                | 309,25      | 555555263 | Position    | 2003 |
|                                     | LSG-4811-0003 | Meinerzhagen Typ B                     | B   | Meinerzhagen                                                                           | 390,42      | 555555264 | Position    | 2001 |
|                                     | LSG-4811-0004 | Meinerzhagen Typ A                     | A   | Meinerzhagen                                                                           | 8426,04     | 555555265 | Position    | 2001 |
|                                     | LSG-4812-001  | Herscheid Typ A                        | A   | Herscheid                                                                              | 4280,65     | 555561626 | Position    | 1998 |
|                                     | LSG-4812-002  | Herscheid Typ B                        | B   | Herscheid                                                                              | 161,27      | 555561624 | Position    | 1998 |